# Affaire Edson Da Costa
Edson Da Costa est un jeune homme portugais noir de 25 ans mort le 21 juin 2017 après avoir été arrêté par la police le 15 juin à Beckton, un quartier de l'est de Londres. Les circonstances douteuses de sa mort conduisent à des manifestations. En juin 2019, une enquête conclut que Da Costa est mort par accident des suites d'un arrêt cardiorespiratoire, après avoir placé dans sa bouche un sac en plastique contenant 88 emballages de médicaments de classe A. Le coroner statue sur le fait qu'il n'y a aucune « base juridique ou factuelle » pour une conclusion qui pourrait être critique à l'égard de la police. Une enquête menée par le Independent Office for Police Conduct conclut que la contrainte exercée par les policiers était nécessaire et proportionnée.
L'incident donne lieu à un appel pour une révision de la formation en premiers secours et des conseils donnés aux policiers pour faire face à une personne soupçonnée d'avoir avalé des objets. 